# Seeschlacht bei Portland
Dover – Plymouth – Elba – Kentish Knock – Dungeness – Portland – Livorno – Gabbard – Scheveningen
In der Seeschlacht bei Portland (im Niederländischen Dreitages-Seeschlacht genannt) im Ersten Englisch-Niederländischer Krieg griff am 28. Februar 1653 die Flotte der Vereinigten Provinzen der Niederlande unter Admiral Maarten Tromp die Flotte des Commonwealth of England unter Robert Blake im Englischen Kanal weit vor der Insel Portland an.

## Vorgeschichte
Tromp hatte Handelsschiffe sicher durch den Ärmelkanal in den Atlantik geleitet. Vor seiner Rückkehr in die Heimat ankerte er vor La Rochelle, um seine Schiffe zu reparieren und neu zu versorgen, aber auch um auf erwartete Handelsschiffe aus dem Atlantik zu warten. Am 20. Februar wollte er mit 152 Schiffen die Segel setzen, wurde aber durch einen drei Tage andauernden Sturm aufgehalten. Am 24. Februar brach er schließlich auf und erreichte vier Tage später das Seegebiet vor Portland.

## Die Schlacht

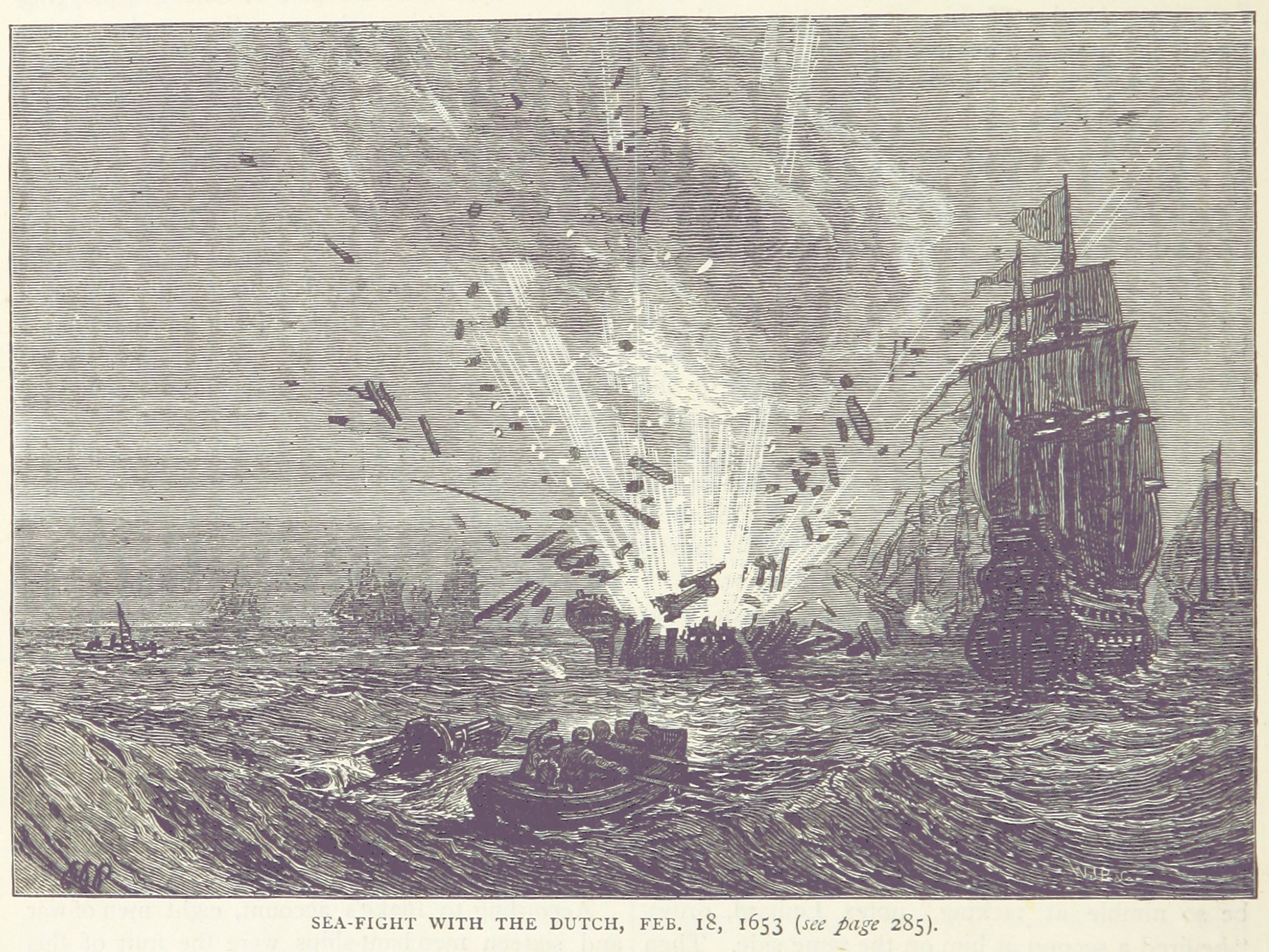
Seeschlacht bei Portland

Tromp entdeckte am 28. Februar die Flotte Blakes, die ihn abfangen wollte, und gab sofort den Befehl zum Angriff, hatte er doch den günstigen Wind auf seiner Seite.
Tromps Flaggschiff, die Brederode, traf Blakes Flaggschiff, die Triumph, und feuerte eine Breitseite aus nur wenigen Metern Entfernung. Er wendete und ohne Gegenwehr der Engländer feuerte er eine zweite und dritte Breitseite ab. Blake wendete und versuchte auf große Entfernung zu kämpfen. Der niederländische Kommandeur Michiel de Ruyter griff die englische Nachhut an und stellte das größte englische Schiff, die Prosperity. Einen ersten Enterversuch konnten die Engländer abwehren, beim zweiten Angriff mussten sie jedoch das Schiff aufgeben. Sie versuchten, das Schiff zurückzuerobern, doch De Ruyter gelang es nach schwerem Kampf zu entkommen.
Die Feuergefechte dauerten an, und später am Tag schickte Blake ein Geschwader Fregatten zu den niederländischen Handelsschiffen vor die Küste von La Rochelle. Tromp reagierte schnell und schickte seinerseits Schiffe aus, um die Engländer abzufangen.
Am zweiten Tag hatten die Engländer den günstigeren Wind und griffen an: fünf Mal versuchten sie – jedoch vergeblich – die niederländische Linie zu durchbrechen.
Die englischen Fregatten konnten zwölf niederländische Handelsschiffe aufbringen, die entgegen Tromps ausdrücklichem Befehl versucht hatten, zu fliehen. Am Abend hatten die Niederländer kaum noch Munition und auch keine Möglichkeit, sich neu zu versorgen.
Am dritten Tag misslang es den Engländern wiederum, die niederländische Linie zu durchbrechen. Mehrere niederländische Kapitäne versuchten zu fliehen, da sie keine Munition mehr hatten, doch Tromp konnte sie mit Warnschüssen aufhalten. Am Abend, als die Niederländer kaum noch Munition hatten, drehte Blake ab. Als Grund wird eine Schussverletzung in Blakes Oberschenkel vermutet, die er an diesem Tag erhielt.
In der Nacht brachte Tromp den Rest seiner Flotte entlang der Küste in Sicherheit und musste dabei acht Kriegsschiffe und 50 Handelsschiffe zurücklassen.

## Folgen
Die Schlacht stellte die englische Vorherrschaft im Kanal wieder her. Die niederländische Propaganda versuchte die Schlacht als Sieg darzustellen, doch den niederländischen Offizieren war die Niederlage bewusst. Die Übernahme der Linientaktik durch die Engländer machte es den Niederländern unmöglich, die geringere Feuerkraft ihrer Schiffe durch größere Seemannskunst auszugleichen. Die Offiziere forderten, endlich mit dem Bauprogramm für schwere Kriegsschiffe zu beginnen, anstatt die Schiffsverluste durch bewaffnete Handelsschiffe auszugleichen.
In einem verzweifelten Angriff auf die englische Flotte versuchten sich die Niederländer in der Seeschlacht bei Gabbard zumindest den Zugang zur Nordsee offen zu halten.